# Maignaut-Tauzia
Maignaut-Tauzia är en kommun i departementet Gers i regionen Occitanien i sydvästra Frankrike. Kommunen ligger i kantonen Valence-sur-Baïse som tillhör arrondissementet Condom. År 2022 hade Maignaut-Tauzia 215 invånare.

## Befolkningsutveckling
Antalet invånare i kommunen Maignaut-Tauzia
Referens:INSEE